# Bemisia berbericola
Bemisia berbericola là một loài côn trùng cánh nửa trong họ Aleyrodidae, phân họ Aleyrodinae.
Bemisia berbericola được Cockerell miêu tả khoa học đầu tiên năm 1896.